# EXPRESS Logistics Carrier

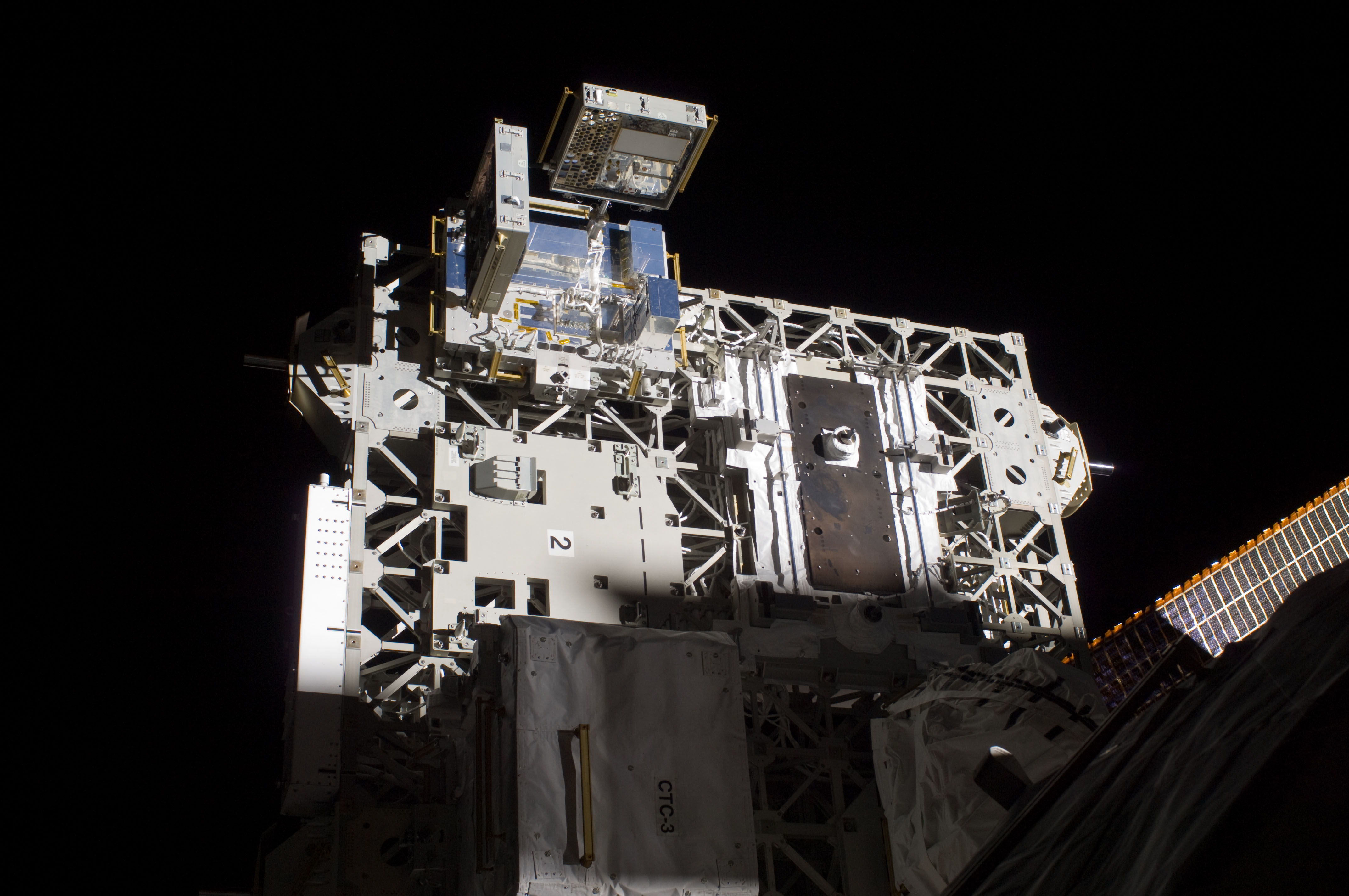
ELC-2 auf S3

Die EXPRESS Logistics Carriers (ELC) (EXpedite the PRocessing of Experiments to the Space Station) sind externe Transport- und Trägerplattformen für Experimente und Ersatzteile, so genannte ORUs, auf der Internationalen Raumstation ISS. 
Ein ELC besteht jeweils aus einer grauen, quaderförmigen Gitterstruktur, auf der sich gewünschte Elemente positionieren lassen, wobei auf jeder Gitterfläche in etwa ein halbes Dutzend Bauteile Platz findet. Außerdem sind zur Montage der Plattform und anderen Arbeiten Haltepunkte für den Roboterarm angebracht.
Die ersten beiden, ELC-1 und ELC-2, wurden am 18. November 2009 mit der Space-Shuttle-Mission STS-129 zur ISS transportiert. ELC-4 folgte am 26. Februar 2011 mit STS-133. ELC-3 wurde am 18. Mai 2011 während der Shuttlemission STS-134 an der ISS montiert. Während ELC-1 unten (Nadir) und ELC-3 oben (Zenit) am P3-Element der Integrated Truss Structure montiert wurde, befestigte man ELC-2 oben und ELC-4 unten am gegenüberliegenden S3-Truss. Die ELCs sind 1,6 Tonnen schwer, 4 mal 5 Meter groß, besitzen viereinhalb Tonnen Nutzlastkapazität und 30 Kubikmeter Stauraum.
Zur Familie der EXPRESS-Elemente gehören auch die sogenannten EXPRESS Racks, die als Submodule in ein International Standard Payload Rack im Inneren der Raumstation eingebaut werden.

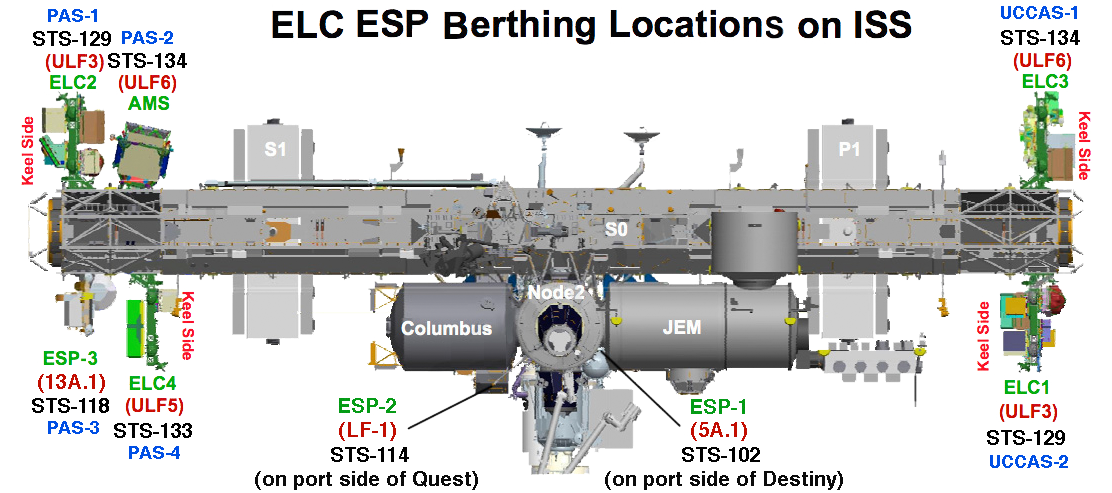
Die Anordnung aller Trägerplattformen sowie des AMS-Experiments an der ISS.